# Автоматическая локомотивная сигнализация с автоматическим регулированием скорости
Автоматическая локомотивная сигнализация с автоматическим регулированием скорости (АЛС-АРС) — система устройств, обеспечивающая:
- сигнальное показание в кабине управления поездом метрополитена и кабине водителя Волгоградского скоростного трамвая[1], разрешающее движение при наличии свободного блок-участка длиной не менее расчетного тормозного пути с предельно допустимой скорости или запрещающее движение и требующее остановки;
- непрерывный контроль за соблюдением допустимой скорости и автоматическое торможение при превышении поездом (составом) этой скорости;
- автоматический отпуск тормозов поезда (состава) после снижения скорости до предельно допустимой и при подтверждении машинистом бдительности;
- автоматическое торможение поезда (состава) до полной его остановки: перед занятым участком пути, перед участком пути, на котором нарушена целость рельсовой цепи, при нарушении приема сигнальных команд поездом (составом), перед светофором с красным огнём, при превышении скорости и не подтверждении машинистом восприятия торможения от устройства АЛС-АРС;
- контроль бдительности машиниста при отключенных поездных устройствах АРС.

АЛС-АРС устанавливает для поезда максимальную скорость в зависимости от расстояния до впереди идущего поезда или иного препятствия, таким образом, чтобы тормозной путь поезда при движении с этой скоростью был меньше указанного расстояния. Усовершенствованные устройства АЛС-АРС учитывают и скорость впереди идущего поезда.
Система АЛС-АРС обязательна к установке на всех строящихся и реконструируемых линиях метрополитенов, а также на весь новый подвижной состав, однако отсутствует на Филёвской линии Московского метрополитена.

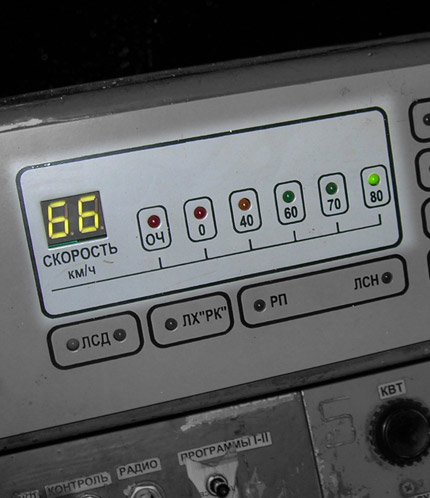
Панель локомотивного указателя допустимой скорости (ЛУДСа) в кабине вагона серии 81-717

## Использование АЛС-АРС
На линиях, где АЛС-АРС является не основным средством сигнализации (т. е. машинист, помимо показаний (частот) на локомотивном указателе допустимой скорости (ЛУДСе), ориентируется также на светофоры (например, на Замоскворецкой, Калужско-Рижской и Таганско-Краснопресненской линиях в Московском метрополитене, Кировско-Выборгской, Московско-Петроградской и Невско-Василеостровской линиях Петербургского метрополитена), она дополняет систему автоблокировки с автостопами и защитными участками. Движение поездов, не имеющих АЛС-АРС, или с неисправными устройствами разрешается при условии обслуживания поезда локомотивной бригадой (машинистом и помощником — работы в «два лица»).
Если АЛС-АРС является основным средством сигнализации (как, например, на Лахтинско-Правобережной и Фрунзенско-Приморской линиях Петербургского метрополитена или на Сокольнической, Арбатско-Покровской, Кольцевой, Калининской, Солнцевской, Серпуховско-Тимирязевской, Люблинско-Дмитровской, Большой кольцевой, Бутовской, Некрасовской и Троицкой линиях Московского метрополитена), то светофоры автоматического действия нормально погашены, но может быть включена резервная (дополнительная) автоблокировка, использующаяся с целью осуществления проезда подвижного состава с необорудованными/неисправными/неработающими устройствами АЛС-АРС, поскольку сигнал «один синий огонь», включённый на светофорах полуавтоматического действия, согласно Инструкции по сигнализации (ИСИ), является для них запрещающим показанием. В этом случае система дополняется дублирующим автономным устройством АРС (ДАУ-АРС) и на пульте в кабине машиниста выводятся два сигнала АЛС-АРС — основной (показывающий скорость, с которой разрешается движение сейчас) и предупредительный (показывающий скорость, с которой будет разрешено движение на следующей рельсовой цепи). За отсутствием в Петербургском метрополитене дублирующего автономного устройства (ДАУ), на линиях с основным средством сигнализации АЛС-АРС будет выводиться только основное показание. На участке «Садовая» — «Шушары» Фрунзенско-Приморской линии с помощью поездной аппаратуры модифицированной (ПА-М) и модифицированного кода Бауэра (код Вековищева) на экран аппаратуры выводится предупредительная частота.
Для маневровых, входных и выходных светофоров на станциях с путевым развитием используется специальное показание — синий огонь (искл. для маневровых в Петербургском метрополитене, маневровые передвижение осуществляются с помощью белого огня). Для поездов, оборудованных АЛС-АРС, синий сигнал является «разрешающим следовать по сигнальным показаниям АЛС в кабине машиниста», а для не оборудованных или с неисправной аппаратурой АЛС-АРС — запрещающим. При необходимости движения состава без АЛС-АРС, приказом поездного диспетчера на участке следования состава включается резервная система сигнализации — сигналы автоблокировки без автостопов и защитных участков, и поезд следует по её показаниям со скоростью не более 20 км/ч (при управлении поездом в «одно лицо» — без помощника) и не более 35 км/ч (при управлении поездом локомотивной бригадой (два и более лица)). Отказ устройств АЛС-АРС приводит на таких линиях к высадке пассажиров на ближайшей станции и скорейшему снятию поезда с линии — на первой станции с путевым развитием.
На линиях без АЛС-АРС (например, на Филёвской линии Московского метрополитена) все поезда управляются бригадой (на языке сотрудников «в два лица»). Ведётся постепенная установка устройств АЛС-АРС на таких линиях, планируется также на Замоскворецкой и Филёвской линии. На Арбатско-Покровской линии в августе 2009 года система АЛС-АРС введена в действие на западном радиусе (от «Киевской» до «Строгино»; впоследствии на АЛС-АРС была переведена вся линия).
Персонально для Таганско-Краснопресненской линии Московского метрополитена на вагонах Еж3РУ1/Ем-508ТРУ1 применялась кодировка рельсовых цепей в режиме 2/5 (две одновременно подаваемые частоты из пяти возможных) с дополнительным ограничением скорости 75 км/ч.

## Показания
АЛС-АРС для метрополитенов России и стран бывшего СССР может иметь следующие показания (по состоянию на 2015 год):
- «80», «70», «60», «40» — допускается следование со скоростью не выше указанной (на Таганско-Краснопресненской линии Московского метрополитена вместо «70» имеется показание «75» для увеличения пропускной способности[25], поскольку она является самой загруженной в Московском метрополитене[26]);
- «0» — «требуется остановка» в пределах данной рельсовой цепи;
- «РС» — «равенство скоростей» — на следующей рельсовой цепи разрешённая скорость равна или больше, чем на данной рельсовой цепи (АРС-Днепр);
- «ОЧ» / «НЧ» — «отсутствие частоты»/«нет частоты» — «требуется остановка» по причине отсутствия показаний АЛС-АРС. Это случается, если два поезда находятся на одном участке, при нарушении целостности элементов рельсовой цепи (в том числе при изломе рельса), при не заданном маршруте приёма или отправления, при неисправных поездных или напольных устройствах СЦБ, и следовании по некодированным участкам (по парковым, деповским путям, в тупиках станций).  Допускается движение со скоростью не выше 20 км/ч при нажатой педали бдительности;
- «АРС-АО» или «САО» — «сигнал абсолютной остановки» (электронный автостоп) — чередование сигналов «0» и «ОЧ». Проехать под него нельзя даже с нажатой педалью бдительности;
- «ЛРД» — «лампа разрешающая движение» — разрешает движение под «АЛС-0» с нажатой педалью бдительности[27].

АЛС-АРС, установленная в Волгоградском скоростном трамвае, имеет следующие показания:
- «80», «70», «60», «40» — допускается следование со скоростью не выше указанной[источник не указан 775 дней];
- «0» — «требуется остановка» в пределах данного блок-участка, станции или тупика[источник не указан 775 дней];
- «ОЧ» / «НЧ» (нет частоты) — «требуется остановка» по причине отсутствия показаний АЛС-АРС[источник не указан 775 дней].

## Действие
В случае движения в рамках заданной скорости АЛС-АРС не вмешивается в управление поездом. При превышении заданной скорости АЛС-АРС начинает торможение состава, которое прекращается только после снижения скорости до заданной и подтверждения машинистом бдительности.
В случае, если машинист не подтверждает свою бдительность нажатием на кнопку, АЛС-АРС тормозит состав до полной остановки.
В случае необходимости машинист с разрешения поездного диспетчера может двигаться даже при показаниях «0» или «НЧ» АЛС-АРС, но со скоростью не более 20 км/ч и при нажатой кнопке (педали) бдительности.
На АЛС-АРС могут быть возложены и дополнительные функции по обеспечению безопасности. Например, на поездах типа «Русич» даже при отсутствии на линии устройств АЛС-АРС поездная аппаратура всегда контролирует соблюдение составом максимальной разрешённой в метрополитенах России скорости движения 80 км/ч. А на станциях закрытого типа устройства АЛС-АРС связаны со станционными дверьми, запрещая движение («0») при открытых дверях или при нахождении пассажира между дверьми и поездом. Однако в 1994 на Серпуховско-Тимирязевской линии были столкновения поездов из-за АЛС-АРС.